# Sanfront
Sanfront (Sanfrount in occitano; dal 1940 al 1951 Sanfronte) è un comune italiano di 2 237 abitanti della provincia di Cuneo in Piemonte.
Si trova all'imbocco della Valle Po.

## Storia
Nel 1940 il nome del comune venne italianizzato in "Sanfronte"; nel 1951 riprese il nome originale.

### Simboli
Lo stemma e il gonfalone del comune di Sanfront sono stati concessi con decreto del presidente della Repubblica del 22 settembre 1992.
Il gonfalone è un drappo troncato di bianco e d'azzurro.

## Monumenti e luoghi d'interesse
- Parrocchia di San Martino

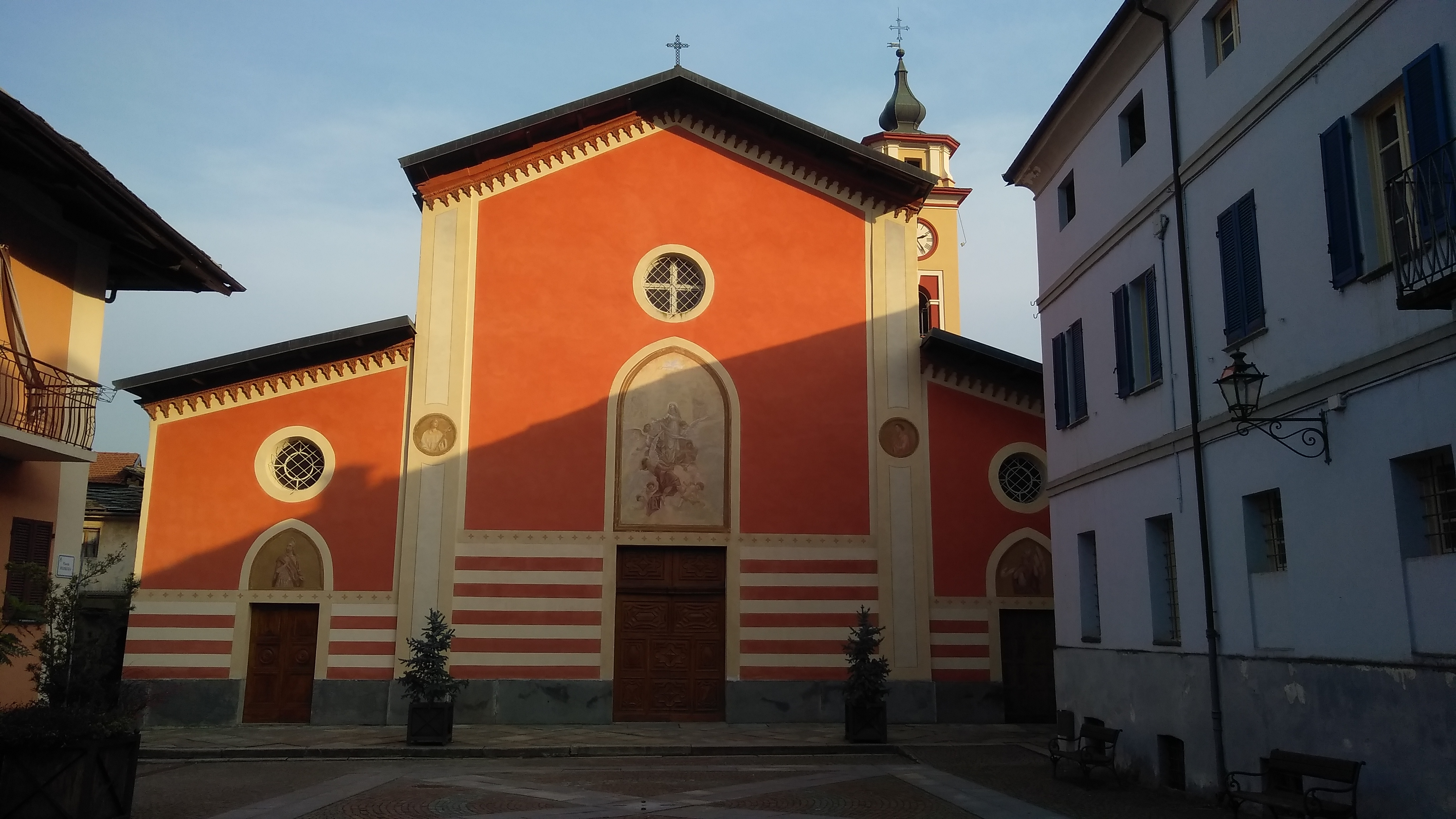
Chiesa parrocchiale

- Chiesa della Confraternita del Gonfalone
- Ala mercatale
- Santuario della Madonna dell'Oriente
- Rocca del Col
- Monte Scolagarda

### Borgata Museo di Balma Boves

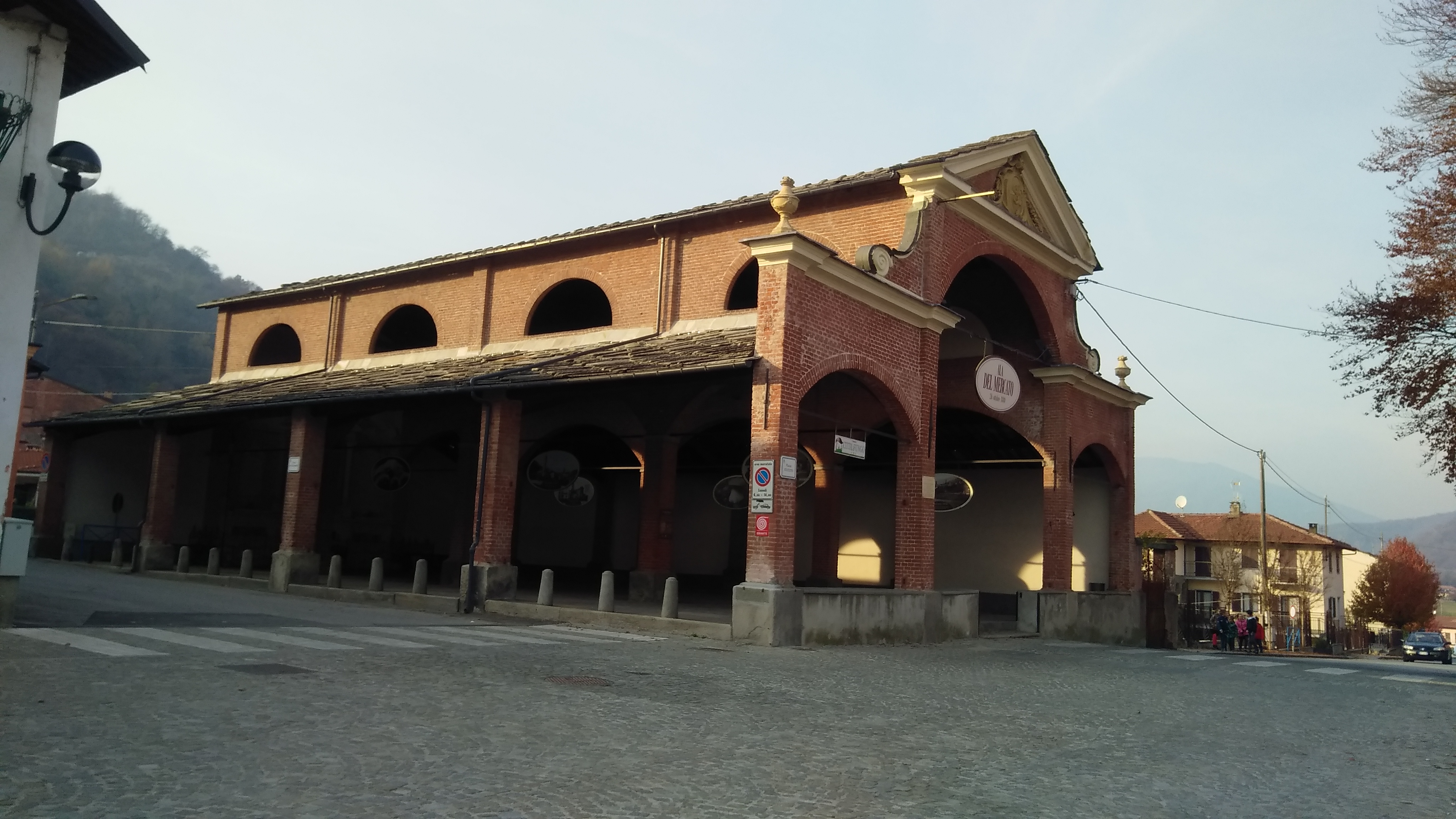
L'ala mercatale

La Borgata Museo di Balma Boves - inserita nel circuito dei "Castelli Aperti" del Basso Piemonte - è un caratteristico insediamento ricavato nell'anfratto di una grande roccia situata a quota 652 metri, sul Monte Bracco, nella Valle Po.
 Si tratta di un piccolo villaggio adagiato sotto una grande balma (roccia): un microcosmo agricolo autonomo perfettamente conservato e dotato di abitazioni, ricoveri per il bestiame, depositi degli attrezzi, il tutto ispirato alla più ferrea economicità dello spazio.

## Società

### Evoluzione demografica
Abitanti censiti

### Etnie e minoranze straniere
Secondo i dati Istat al 31 dicembre 2017, i cittadini stranieri residenti a Sanfront sono 83, così suddivisi per nazionalità, elencando per le presenze più significative:
1. Romania, 35

## Infrastrutture e trasporti
Tra il 1905 e il 1935 il comune fu servito dalla tranvia Saluzzo-Revello-Paesana.

## Amministrazione

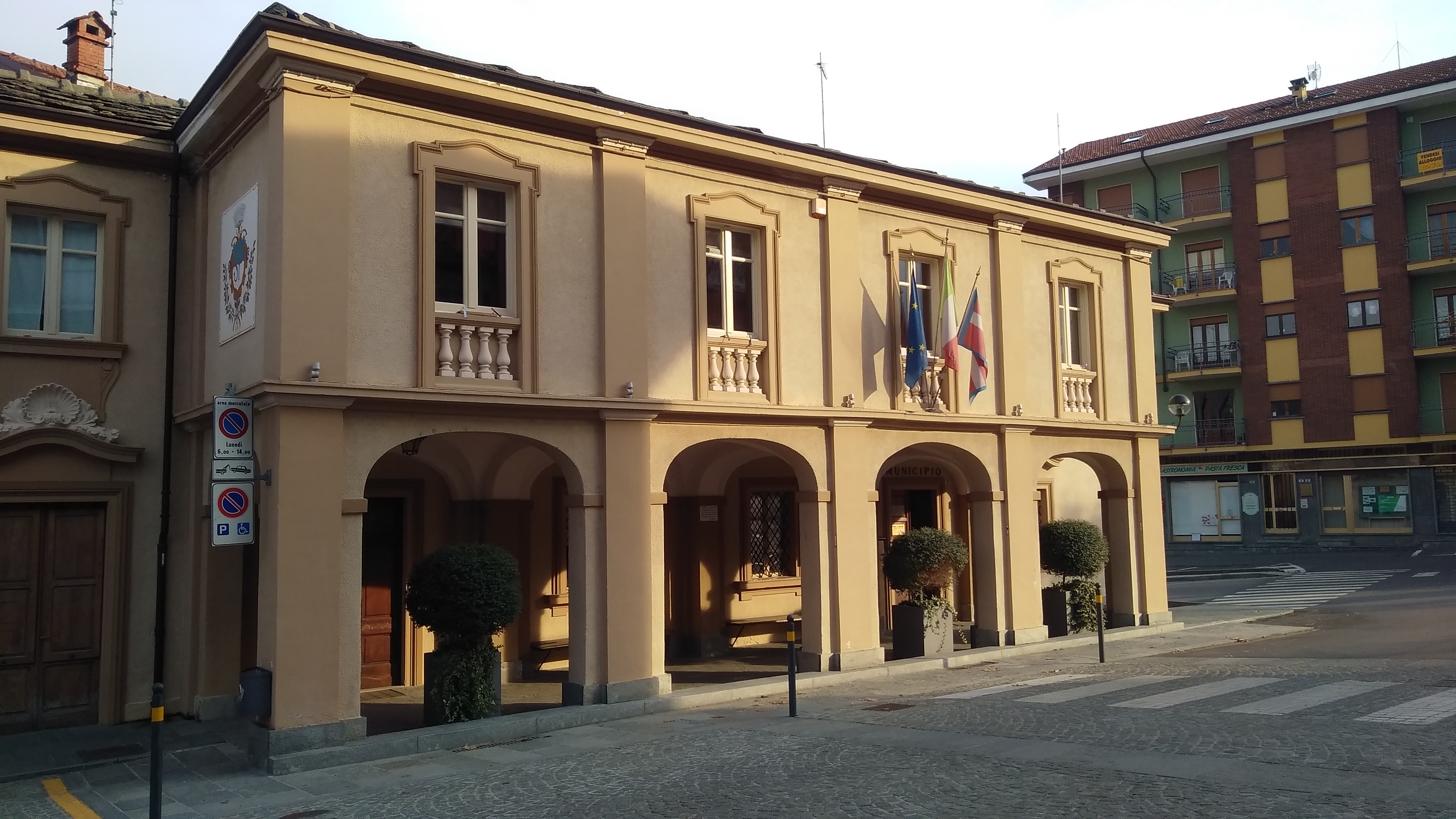
Il municipio

Di seguito è presentata una tabella relativa alle amministrazioni che si sono succedute in questo comune.
| Periodo        | Periodo        | Primo cittadino     | Partito              | Carica  | Note   |
| -------------- | -------------- | ------------------- | -------------------- | ------- | ------ |
| 13 giugno 1985 | 25 maggio 1990 | Raimondo Sacco      | Democrazia Cristiana | Sindaco | [ 12 ] |
| 25 maggio 1990 | 24 aprile 1995 | Giacomo Cacciolatto | -                    | Sindaco | [ 12 ] |
| 24 aprile 1995 | 14 giugno 1999 | Roberto Moine       | Socialisti Italiani  | Sindaco | [ 12 ] |
| 14 giugno 1999 | 14 giugno 2004 | Roberto Moine       | centro-sinistra      | Sindaco | [ 12 ] |
| 14 giugno 2004 | 8 giugno 2009  | Silvio Ferrato      | lista civica         | Sindaco | [ 12 ] |
| 8 giugno 2009  | 26 maggio 2014 | Roberto Moine       | lista civica         | Sindaco | [ 12 ] |
| 26 maggio 2014 | in carica      | Emidio Meirone      | lista civica: alpes  | Sindaco | [ 12 ] |

### Altre informazioni amministrative
Il comune faceva parte della Comunità montana Valli del Monviso.